# شکست‌ناپذیر (شخصیت)
شکست‌ناپذیر (به انگلیسی: Invincible) با نام اصلی مارک سباستین گریسون، یک شخصیت خیالی ابرقهرمان خلق شده توسط نویسنده رابرت کرکمن و هنرمند کوری واکر است که در حال حاضر به‌وسیلهٔ رایان اتلی طراحی شده است. شکست‌ناپذیر برای اولین بار در یک پیش نمایش به عنوان بخشی از شمارهٔ ۱۰۲ اژدهای وحشی (اوت ۲۰۰۲) حضور پیدا کرد، قبل از اینکه در سال ۲۰۰۳ در مجموعه عادی خود با عنوان خودش، به عنوان خط مجموعه ابرقهرمانی جدید داستانی آن زمان توسط ایمیج کامیکس ظاهر شد.
شکست‌ناپذیر زادهٔ ۱۹۸۷، پسر آمنی-من، ابرقهرمان فرازمینی نژاد ویلترومایت است. شکست‌ناپذیر تمامی توانایی‌های فوق بشری پدرش را به ارث برده و سوگند یاد کرده است که از زمین محافظت کند. او در دوران نوجوانی در سازگاری با قدرت‌های تازه کشف شده‌اش و کنار آمدن با واقعیت مسئولیت‌های ابرقهرمانی و خاستگاهش مشکل داشت.
پاتریک کاوانا به صداپیشگی شخصیت شکست‌ناپذیر در مجموعه موشن کمیک سال ۲۰۰۸ پرداخته است، استیون ین صداپیشگی او را در مجموعه تلویزیونی پویانمایی محصول سال ۲۰۲۱ آمازون بر عهده داشته است؛ ین همچنین در فصل دوم مجموعه در ۲۰۲۳، نسخه‌های دنیای جایگزین این شخصیت را صداپیشگی می‌کند.